# تيفيناغ محدث

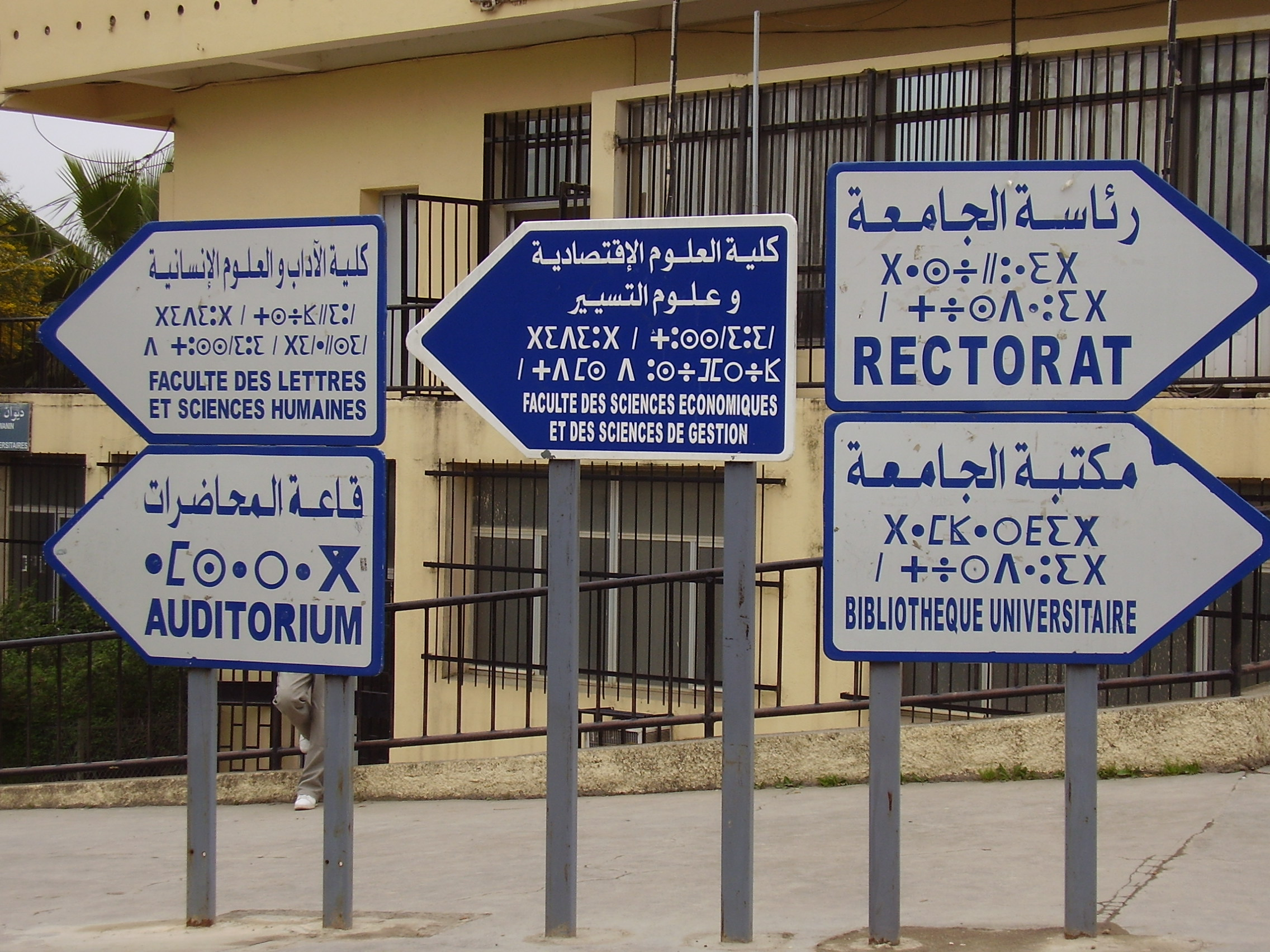
مثال للتيفيناغ المحدث في جامعة مولود المعمري في مدينة تِيزِي وَزُّو الجزائرية

التِيفِينَاغُ المُحْدَثُ (بالفرنسية: Néo-tifinagh) هو مجموعةُ نُظُمِ كتابةٍ ظهرتْ ابتداءً من سبعيناتِ القرنِ الماضي (1970 مـ) لكتابةِ اللغةِ القبائليةِ أولًا، وبعدها لغاتٌ أمازيغيةٌ أخرى. وهي مكونة من حروفٍ من الخطِّ الطارقيِّ، الذي يسميه الطوارقُ «تيفيناغ»، وحروف لاتينية معدَّلة، وأخرى مستحدَثة. أولُ تيفيناغٍ محدثٍ كان من إعداد الجزائريِّ محمد أعراب مسعود وهو حينئذٍ عضوٌ بالأكاديمية البربرية في باريس، التي كانت إحدى مهامِّها إنشاءُ ألفبائية جديدة لكتابة اللغات الأمازيغية. في عام 2003 مـ، اعتُمِدَ أحدُ التيفيناغاتِ المحدثةِ حرفًا رسميًّا لكتابة الأمازيغية في المغرب. يختلف التيفيناغ المحدث عن الخط الطارقي ويبدو تأثره بالخط اللاتيني من عدةِ نواحٍ، منها:
- احتواؤه حروفا لاتينية معدلة؛
- كتابته من اليسار نحو اليمين، بخلاف الخط الطارقي الذي يكتب من اليمين نحو اليسار؛
- تغيير نظام الكتابة ليصبح ألفبائيا، بخلاف النظام الأبجدي للكتابة الطارقية.

## تيفيناغ إركام
بعد تأسيسه في عام 2001 مـ، عَمَدَ المعهدُ الملكي للثقافة الأمازيغية (إركام) في المغرب إلى إعدادِ نظامِ كتابةٍ معتمِدًا على مختلفِ ألفبائياتِ تيفيناغَ المحدثةِ، والتي أنجزها جزائريون طوال أواخر القرن الـ20. وقد أصدره في عام 2003، وسُمِّيَ «تيفيناغ إركام»، وهو منذئذ الحرفُ المعتمد رسميا لكتابة الأمازيغية في المغرب.

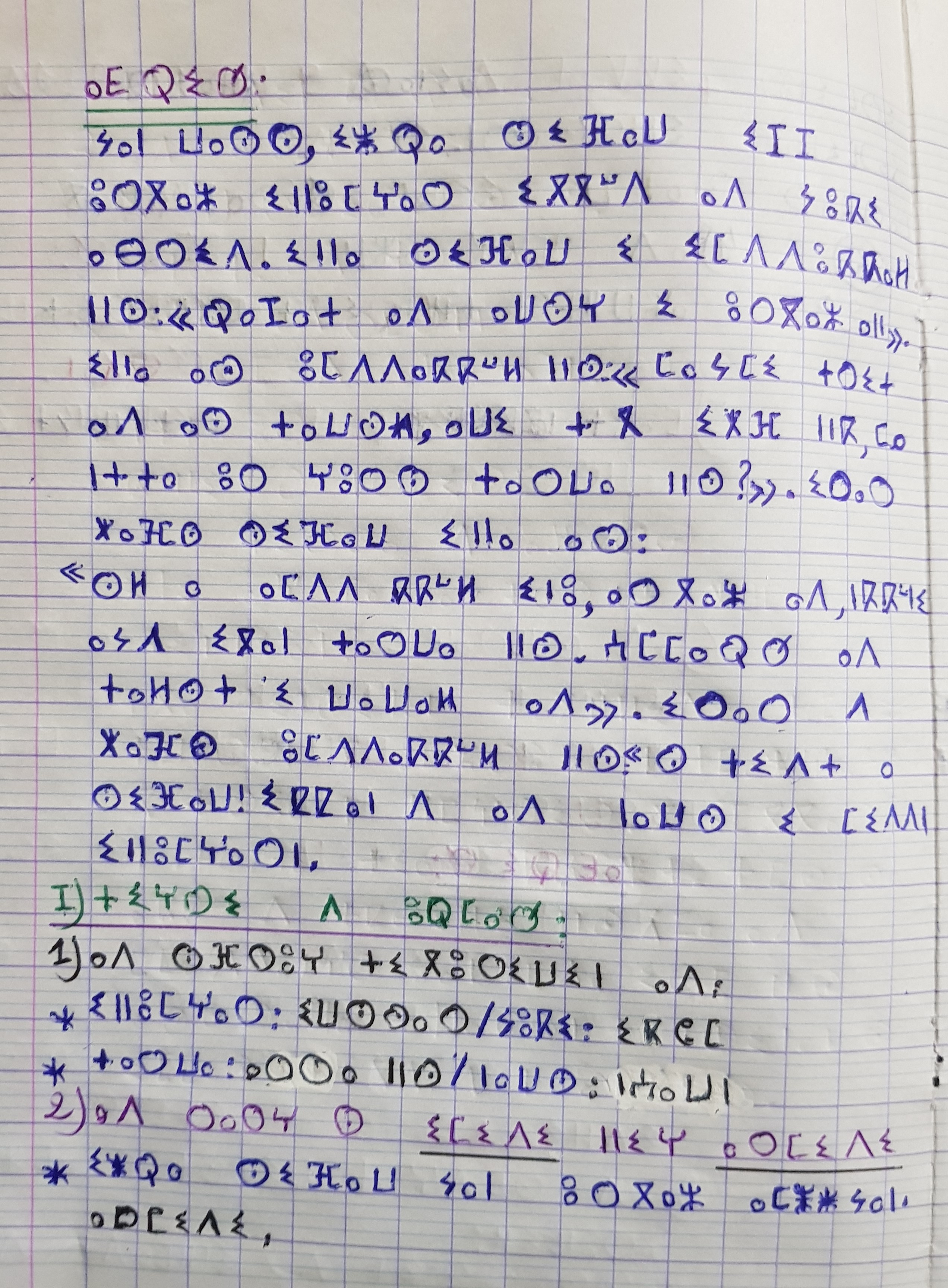
دفتر تلميذة من الأطلس المتوسط

### الترميز الموحد
في عام 2005، أقرَّ مجمعُ الترميزِ الموحدِ إدراجَ التيفيناغ الإركامية في معيار الترميز الموحد (معيارُ يُونِيكُود). وكان مركز الدراسات الحاسوبية وأنظمة المعلومات والاتصال بالمعهد الملكي للثقافة الأمازيغية قد عمل منذ اعتماد هذه الألفبائية الجديدة في عام 2003 على إعداد هذا المعيار. تقع رموز تيفيناغ إركام في مقطعٍ مقدارُه ثمانونَ نقطةً ترميزيةً (من نقطة U+2D30 إلى نقطة U+2D7F).